# Luana Vicente
Luana Tamara de Oliveira Vicente (* 30. Januar 1994) ist eine brasilianische Badmintonspielerin. 

## Karriere
Luana Vicente gewann von 2006 Bronze bei den Junioren-Badmintonpanamerikameisterschaften der U13. Bei den Panamerikanischen Spielen 2011 wurde sie jeweils Neunte im Einzel und im Doppel. Im gleichen Jahr gewann sie die Carebaco-Meisterschaft gemeinsam mit ihrer Schwester Lohaynny Vicente.

## Sportliche Erfolge
| Saison | Veranstaltung               | Disziplin   | Platz | Name                             |
| ------ | --------------------------- | ----------- | ----- | -------------------------------- |
| 2006   | Panamerikameisterschaft U13 | Damendoppel | 3     | Taina Coelho / Luana Vicente     |
| 2011   | Panamerikanische Spiele     | Dameneinzel | 9     | Luana Vicente                    |
| 2011   | Panamerikanische Spiele     | Damendoppel | 9     | Lohaynny Vicente / Luana Vicente |
| 2011   | Carebaco-Meisterschaft      | Damendoppel | 1     | Lohaynny Vicente / Luana Vicente |
| 2011   | Mexico International        | Dameneinzel | 3     | Luana Vicente                    |
| 2011   | Mexico International        | Damendoppel | 1     | Lohaynny Vicente / Luana Vicente |
| 2014   | Mercosul International      | Damendoppel | 1     | Lohaynny Vicente / Luana Vicente |